# Охотска плоча
Охотската плоча е тектонска плоча, покриваща Охотско море, Камчатския полуостров и островите Сахалин и Хокайдо. В миналото се е считала за част от Северноамериканската плоча, но последните проучвания показват, че това е самостоятелна плоча, граничеща на север със Северноамериканската. Общата им граница е движещ се наляво трансформен разлом (Улахански разлом). На изток плочата граничи с Тихоокеанската плоча при Курило-Камчатската падина и Японската падина, на юг граничи с Филипинската плоча при падината Нанкай, на запад има контакт с Евразийската плоча, а на югозапад вероятно се допира с Амурската плоча.

## Геология
Границата между Охотската и Амурската плочи е възможно да е отговорна за много земетресения, възникнали в Японско море и на Сахалин, като например това, сринало Нефтегорск през 1995 г. (7,6 по скалата на Рихтер). Други по-силни земетресения удрят Японско море през 1983 и 1993 г., отприщвайки цунамита.
Границата между Охотската и Тихоокеанската плочи представлява зона на субдукция, в която Тихоокеанската плоча се подпъхва под Охотската. Много силни земетресения са възникнали тук, някои от които са едни от най-мощните в историята, като например земетресенията на Камчатка от 1737 и 1952 г. Такива силни земетресения могат да се породят и около Курилските острови, което се случва през ноември 2006 г., и на Хокайдо, който е ударен през септември 2003 г., и дори близо до бреговете на Хоншу, както става през 2011 г. в региона Тохоку.
Измервания чрез GPS и други проучвания сочат, че Охотската плоча се върти бавно по посока на часовниковата стрелка. Моделите показват въртене от 0,2 градуса за милион години около точка, намираща се северно от остров Сахалин.